# Carro blindado

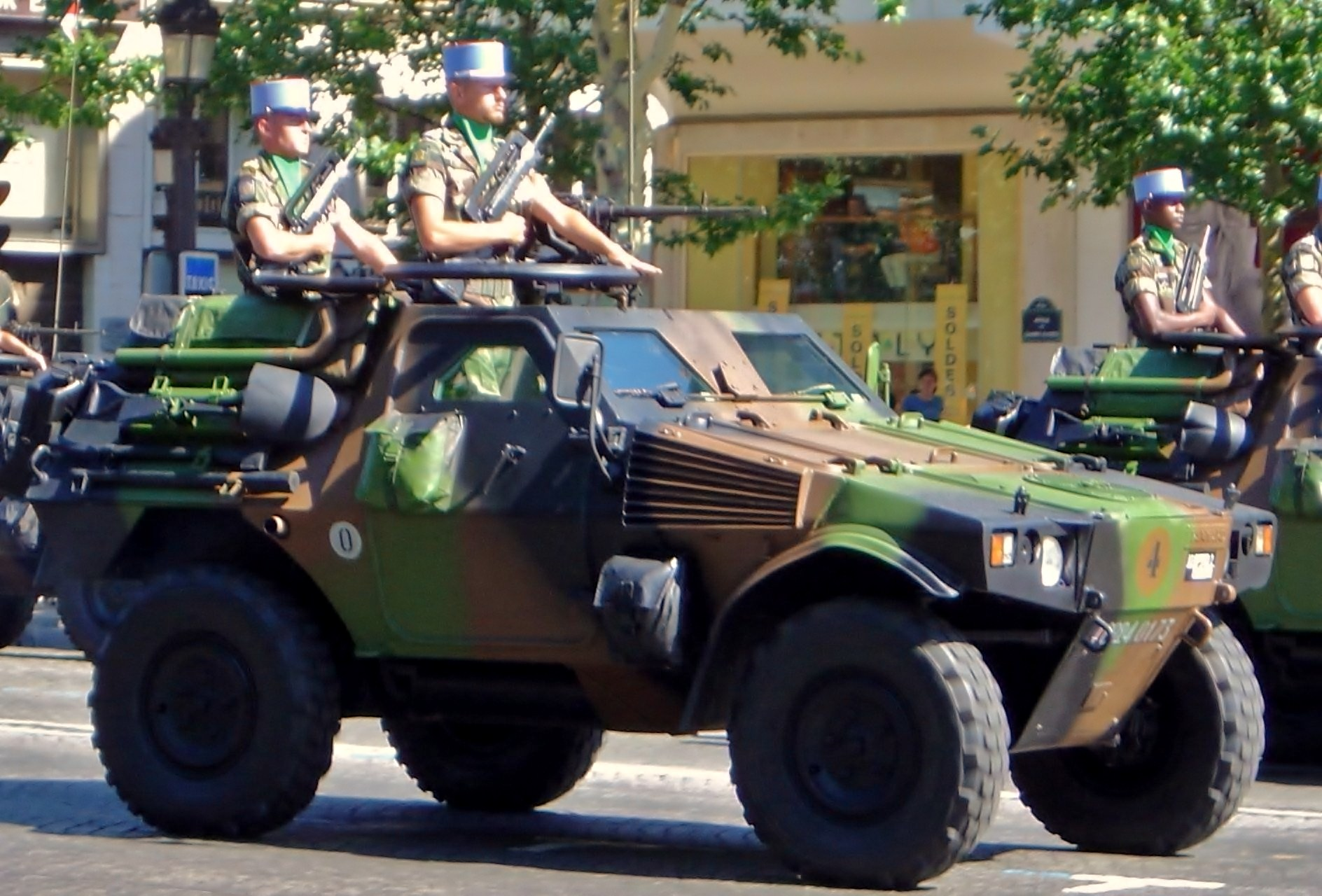
Panhard M-11, carro blindado ligeiro francês.

Um carro blindado (também designado como autometralhadora) é um veículo blindado militar de combate ligeiro deslocando-se sobre rodas. Historicamente utilizados para reconhecimento, segurança, escolta armada, dentre outras tarefas subordinadas no campo de batalha.   
Carros blindados surgiram no início do século XX, pouco antes do aparecimento dos carros de combate (tanques). Inicialmente, eram carros ou caminhões convencionais protegidos com chapas de aço rebitadas, com frestas (ou em alguns casos, torres) equipadas com metralhadoras de baixo ou elevado calibre, ou em certo casos, canhões.   
Fora amplamente utilizados durante a Primeira Guerra Mundial, onde foram empregados com sucesso, com comandantes semi-independentes ou até mesmo em esquadrões próprios. Com o advento dos aviões durante esse período, os carros blindados serviram de plataforma para o desenvolvimento dos primeiros veículos antiaéreos móveis.

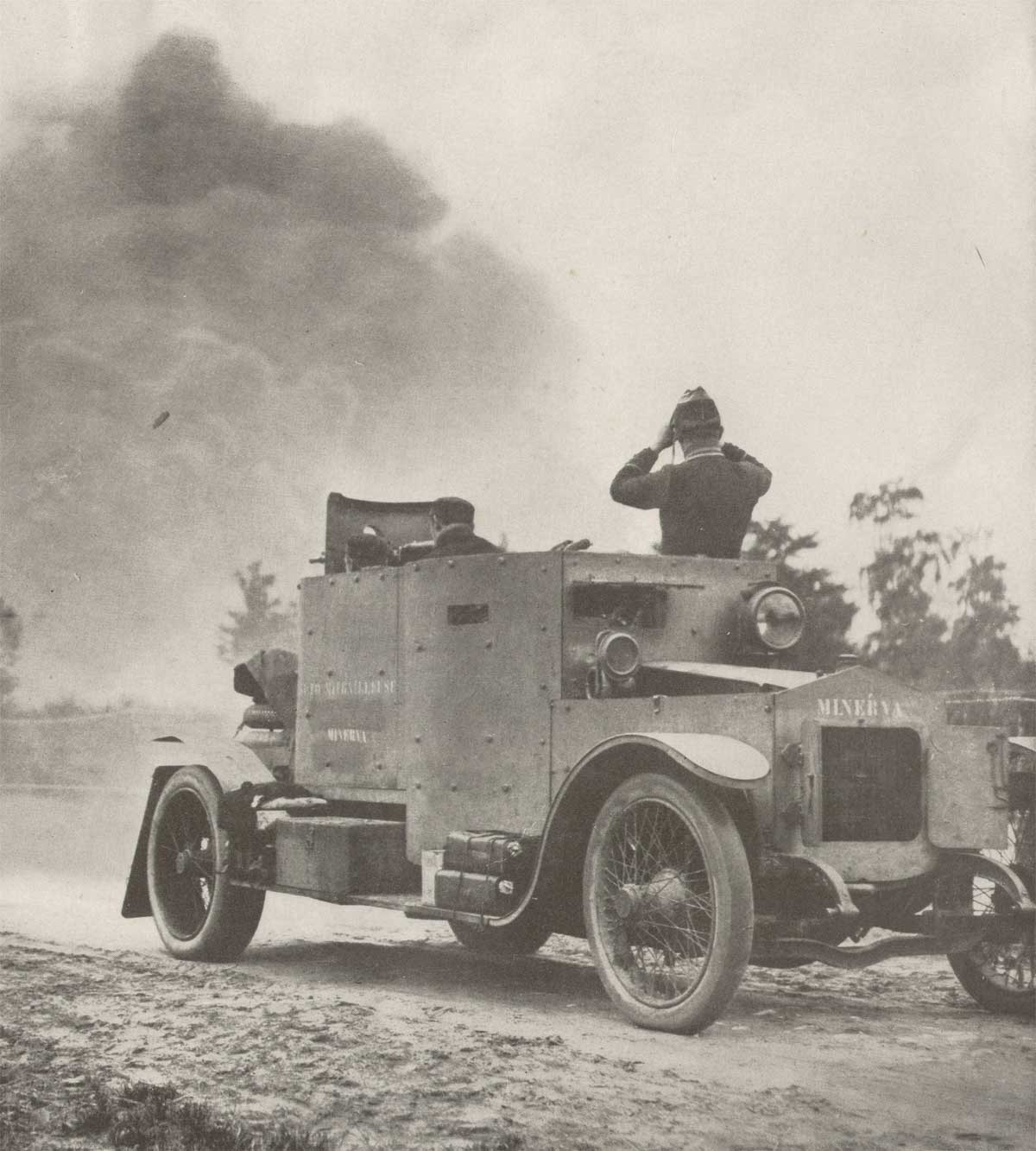
Uma autometralhadora Minerva, de origem Belga, durante a Primeira Guerra Mundial.

Durante a Segunda Guerra Mundial, os carros blindados foram utilizados sobre tudo para o reconhecimento, já que eram leves e ágeis no campo de batalha. Já nessa altura, eram equipados com canhões leves (menores que 40 mm), efetivos contra carros de combate leves e médios.
Após a Segunda Guerra Mundial, os carros blindados perderam espaço para os veículos de combate de infantaria, que possuem blindagem e armamentos melhores adequados para o papel de combate, sendo utilizados hoje para reconhecimento.